# Hvězdovka brvitá
Hvězdovka brvitá (Geastrum fimbriatum) je nejedlá houba z čeledi hvězdovkovitých. Vyskytuje se v teplých stepních oblastech, listnatých i jehličnatých lesích a její plodnice dosahuje zralosti od srpna do listopadu. V dospělosti houba puká a rozevírá se do hvězdicovitého tvaru (5–8 cípů). Její hvězdicovité cípy dosahují průměru 5–8 cm a v jejich středu je uložen teřich o průměru 1–1,5 cm. V dospělosti puká se v pokožce teřichu objeví otvor, kudy se vyprašují výtrusy. Výtrusný prach je kakaově hnědý.